# 미국 화학회지
《미국 화학회지》(Journal of the American Chemical Society)는 1879년부터 미국 화학회 (American Chemical Society)가 창간한 동업계 평론 과학 저널이다. 약칭으로 J. Am. Chem. Soc.나 JACS를 사용한다. 역사적으로 미국 화학회지는 1893년에 Journal of Analytical and Applied Chemistry와 통합되었고 1914년에 American Chemical Journal과 통합되었다. 주간 발행은 화학의 전분야에 관한 순수 연구를 출간한다. 과학 정보 협회(Institute for Scientific Information)에 따르면, 미국 화학회지는 화학분야에서 가장 일반적으로 인용되는 학술지이다. 학술지의 영향력은 (2021년 기준으로) 16.383이다. 미국 화학회지의 현재 편집자는 유타 대학교의 Erick Carreira이다. Erick Carreira은 2021년부터 편집을 했다.